# Śmiech na końcu świata
Śmiech na końcu świata (jap. 終末のラフター Shūmatsu no rafutā) – manga autorstwa Yellow Tanabe, publikowana na łamach magazynu „Shūkan Shōnen Sunday” wydawnictwa Shōgakukan od listopada do grudnia 2012.

## Fabuła
Starożytna przepowiednia mówi, że kiedy zepsucie pochłonie świat, pojawi się demon o stu paszczach. Ludzkości udało się pokonać potwora, jednakże większość populacji została zdziesiątkowana. Kilkanaście lat po tym zdarzeniu zaczęły pojawiać się osoby obdarzone nieśmiertelnością, które zostały naznaczone znamieniem demona, by kontynuować walkę. Do pewnego miasteczka nękanego przez naznaczonego imieniem Godot, przybywa rodzeństwo – Haru oraz jej starszy brat Luca, który również posiada znamię. Obiecują oni mieszkańcom, że pozbędą się Godota raz na zawsze.

## Publikacja
Licząca 5 rozdziałów manga ukazywała się w magazynie „Shūkan Shōnen Sunday” od 21 listopada do 26 grudnia 2012. Następnie wydawnictwo Shōgakukan zebrało jej rozdziały jednym tankōbonie, opublikowanym 18 marca 2013.
30 kwietnia 2018 wydawnictwo Dango zapowiedziało wydanie mangi w Polsce, natomiast jej premiera odbyła się 20 sierpnia tego samego roku.